# 金峰鄉 (台灣)
金峰鄉（排灣語：Kinzang）位於中華民國臺東縣西南部，為臺東縣的山地鄉之一。東臨太麻里鄉，西與屏東縣霧臺、泰武、來義三鄉為鄰，南接達仁鄉，北隔知本溪與卑南鄉為界。全境地處中央山脈之上，山坡地較多之故而使發展重心較偏東半部與太麻里鄉相鄰一帶地區。
族群結構上以隸屬臺灣原住民族的排灣族為主，多為荷西時期前原居住在屏東縣泰武、來義等地的排灣族人後代，地方通行語為排灣語。由於地形影響且全境多為森林保留地的區域，可耕地較少，但因此而留有較完整的原始森林樣貌與豐富的生態資源。經濟產業以農業為主，並有小米、紅藜、咖啡、釋迦與洛神花等特產。

## 歷史
金峰鄉內的排灣族原住民，大多是在17世紀中葉自現今的屏東縣來義鄉、春日鄉、霧台鄉、泰武鄉山區遷徙至此，在文化上被稱為「東排灣群」。
1950年左右，另有來自屏東縣霧台鄉的魯凱族，分別遷徙到金峰鄉嘉蘭村、壢坵村等地。但分類上仍屬西魯凱群，而與在臺東大南的東魯凱群有顯著不同。
日治時期，此地歸臺東廳臺東郡蕃地範圍之一部份（本郡蕃地的另外地區，偏北部的被劃入今日的卑南鄉之部分地區，南半部則成為今日的達仁鄉），由臺東郡郡役所與郡警察課直接派遣警察至各部落處理日常政務。戰後1945年原屬臺東縣太麻里鄉的一部分，後於1946年4月分鄉設置「金崙鄉」，鄉公所設於今太麻里鄉金崙村，轄有金崙、多良、歷坵、近黃及賓茂等5村，隸屬於臺東區；同年11月以原漢分治方式改為山地鄉，並與太麻里鄉重新劃分行政區，原為太麻里鄉所轄之山地村落－嘉蘭、介達、比魯劃歸金崙鄉管轄，而金崙、多良兩村則劃歸太麻里鄉管轄，因而改名為「金山鄉」，1945年至1955年間政府為改善原住民生活，先後將居住深山之比魯、介達、近黃及賓茂四村遷至平地現址，並把近黃村改名新興村，而比魯、介達合併為介比村，爾後又更名為正興村。1958年4月1日因鄉名－金山鄉與因與臺北縣金山鄉同名，故臺灣省政府民政廳以〈字第29813號〉令臺東縣金山鄉更名，同年9月1日正式改名為「金峰鄉」，並將鄉公所遷移至嘉蘭村現址。
目前金峰鄉鄉治，設立於嘉蘭村，鄉公所、分駐所、戶政事務所都設立在嘉蘭村，衛生所則因2005年海棠颱風吹襲，毀於太麻里溪的洪流之中而遷移至賓茂村。

## 人口
根據臺東縣太麻里戶政事務所統計，2024年底金峰鄉戶數約1.2千戶，人口約3.7千人，鄉內人口最多與最少的村分別是嘉蘭村與賓茂村，2024年底兩村人口分別為1,508人與370人。

## 政治

### 歷任首長
| 任次 | 姓名   | 備註 |
| ---- | ------ | ---- |
| 1    | 陳天成 |      |
| 2    | 陳天成 |      |
| 3    | 陳天成 |      |
| 4    | 李峰雄 |      |
| 5    | 李峰雄 |      |
| 6    | 宋一郎 |      |
| 7    | 宋一郎 |      |
| 8    | 蔡實   |      |
| 9    | 蔡實   |      |
| 10   | 郭福連 |      |
| 11   | 郭福連 |      |
| 12   | 蘇忠春 |      |
| 13   | 曾德明 |      |
| 14   | 曾德明 |      |
| 15   | 章正輝 |      |
| 16   | 章正輝 |      |
| 17   | 宋賢一 |      |
| 18   | 蔣爭光 |      |
| 19   | 蔣爭光 | 現任 |

### 鄉政組織
金峰鄉公所是金峰鄉最高層級的地方行政機關，在中華民國政府架構中為鄉自治的行政機關，同時負責執行縣政府及中央機關委辦事項，金峰鄉的自治監督機關為臺東縣政府。鄉長由全體鄉民直接選舉產生，任期為四年，可連選連任一次。金峰鄉公所並置鄉政會議，為鄉政最高決策機構，在鄉長之下，設有4課2室等6個內部單位及4個附屬機關。
金峰鄉民代表會是金峰鄉的最高民意機關，代表金峰鄉全體鄉民立法和監察鄉政。鄉民代表由公民直選選出，任期為四年，可連選連任。金峰鄉民代表會共有7位鄉民代表，分別為第一選區3席鄉民代表、第二選區3席鄉民代表、第三選區1席鄉民代表，主席、副主席由7位鄉民代表互選產生。

### 行政區劃
以下列出的「村」屬於行政區劃，因此村內可能有數個部落。
- 新興村（鄰近羅打結）：原名近黃村。近黃部落（Tjutjaqas）1953年遷至現址。
  - 德路那弗那弗克部落Djelunavunavuk）
  - 卡多部落（Gadu）
  - 給你路古洋部落（Kinilukuljan）
  - 布頓部落（Pudun）
  - 撒布優部落（Sapulju）
  - 叉飛勞巫勒部落（Tjaviljaul）
  - 都達卡斯部落（Tjudjaas）
  - 富給特部落（Vukide）
- 正興村（鄰近太麻里）：1953年～1956年遷至現址，1961年合併成立介比村，1973年更為現名。
  - 介達村：
    - 卡拉達蘭部落（Kalatadrang / Kaladjalan，介達）
    - 松武洛部落（Djunguzul）

  - 比魯村：
    - 包霧目力部落（Paumeli / Paumuri，包盛）
    - 比魯部落（Viljauljaul，比拉勞）
    - 斗里斗里部落（Tjulitjulik）
- 嘉蘭村（位於太麻里溪流域）：鄉行政中心，境內佳崙地址隸屬於太麻里鄉。 
  - 卡阿魯彎部落（Kaaluwan，嘉蘭）：1947年～1949年併入轄下三部落。
    - 麻勒得泊部落（Maledep）
    - 娃優魯部落（Valjulu / Bajiyoro，巴糾羅）
    - 馬里弗勒部落（Maljivel / Malevul,麻利霧）

  - 馬達壓路部落（Madaljalu）
  - 新富社區魯凱族部落（Ngudra-drekai）
  - 督魯得福得福閣部落（Tjuletevetevek）
  - 都魯烏外部落（Tjuluuai）
- 賓茂村（鄰近虷子崙）：
  - 賓茂部落（Djumulj，覺摩洛）：
    - 讀古物部落（Tjukuvulj）、肚久武部落（Tjukuvulj-viri）：1950年併入賓茂。

  - 拉里亞灣部落（Laliavan）
  - 馬拿尼開部落（Mananigay）
  - 篤立富安部落（Tudrivuan）
- 歷坵村（位於虷子崙溪流域）：
  - 歷坵部落（Rudrakes，魯拉克斯）

| 金峰鄉行政區劃                           |
| 嘉蘭村 歷坵村 新興村 ↑ 正 興 村 ↑ 賓茂村 |

## 經濟
金峰鄉為全臺灣唯一無郵局、無任何ATM設置之行政區，也曾是全國唯二（另一個為金門縣烏坵鄉）、台灣本島唯一沒有連鎖便利商店之行政區（統一超商曾在鄉公所旁設置「智Fun機」，後因合約到期已撤離）。
112年6月，7-Eleven已有金峰鄉門市進駐，於嘉蘭村開幕。

## 教育

### 國民中學
- 台東縣立賓茂國民中學（位於太麻里鄉）

### 國民小學
- 台東縣立金峰鄉新興國民小學
- 台東縣立金峰鄉介達國民小學
- 台東縣立金峰鄉嘉蘭國民小學
- 台東縣立金峰鄉賓茂國民小學
  - 歷坵分班（1995年裁撤）

### 教育會
- 臺東縣金峰鄉教育會

## 交通
- 東64線：太麻里─嘉蘭─金峰溫泉。
- 東66線：金崙─金崙溫泉─歷坵。

## 旅遊
- 金峰瀑布
- 比魯溫泉
- 都飛魯溫泉
- 嘉蘭陳家石板屋
- 地熱井
- 撒布佑部落
- 正興山莊社區

## 特產
- 洛神花
- 金針
- 茶葉
- 小米
- 柿子
- 生薑
- 紅藜

## 外部連結
- 金峰鄉公所 （页面存档备份，存于）